# Kayyar Kinhanna Rai
Kayyara Kinhanna Rai (en canarés: ಕಯ್ಯಾರ ಕಿಞ್ಞಣ್ಣ ರೈ; 8 de junio de 1915 – 9 de agosto de 2015) fue un activista de la independencia India, autor, poeta, periodista, profesor y granjero.

## Vida
Rai nació el 8 de junio de 1915 de Duggappa y Deyyakka Rai. El nombre que le dieron es único ya que incluye el alfabeto Kannada 'ಞ' (una Consonante palatal pronunciada nasalmente como "nya"), que es usada de manera muy rara en la escritura Kannada de hoy en día y que está ausente en el alfabeto inglés por lo que continuamente lleva a la transliteración del nombre como Kinyanna y Kinnanna. Rai primero aprendió Kannada en la escuela. Luego publicó su primer periódico escrito a mano, Susheela, a la edad de 12 años. Fue influenciado por Mahatma Gandhi y también participó en el movimiento libertador de India. Durante este periodo se casó con Unyakka y fue padre de 8 niños.

## Carrera
Rai empezó su carrera como profesor escolar secundario. Él también fue periodista y contribuyó con sus escrituras a diarios como Swabhimana, Madras Mail y The Hindu. Recibió el Premio Nacional al Mejor Profesor en 1969. Fue un escritor y poeta quién ha escrito sobre teatro, gramática y niños. Algunos de sus poemas famosos son Shreemukha, Aikyagana, Punarnava, Chethana y Koraga. Ha escrito una biografía de Govinda Pai, el poeta Kannada quien fue su más grande influencia. Sus otros trabajos importantes son Malayala Sahitya Charithre (Historia de la literatura Malayalam), el cual es una traducción de un trabajo original de P. K. Parameshwaran Nair y Sahithya Drushti. La Mangalore University le otorgó un doctorado honorario en 2005. También presidió el 66.º Akhila Kannada Sahitya Sammelana (La Conferencia de Literatura Kannada), el cual se llevó a cabo en Mangalore. Algunos de sus poemas han sido utilizados como canciones para la película Kannada, Paduvaaralli Pandavaru (en canarés: ಪಡುವಾರಳ್ಳಿ ಪಾಂಡವರು: ಪಡುವಾರಳ್ಳಿ ಪಾಂಡವರು) que fue dirigida por Puttanna Kanagal. En 1980 él también se presentó a las elecciones en Kasargod para la Asamblea Legislativa Kerala pero no ganó.
Rai también fue un ávido agricultor y fue activo en el cultivo de areca, caucho y arroz.